# 安迪·沙利文
安迪·莫琳·沙利文（英語：Andi Maureen Sullivan；1995年12月20日—），美国女子职业足球运动员，司职中场，目前效力于华盛顿精神足球俱乐部和美国国家女子足球队。她曾代表美国参加2023年国际足联女子世界杯。